# 西城秀樹リサイタル/新しい愛への出発
『西城秀樹リサイタル/新しい愛への出発』（さいじょうひできリサイタル あたらしいあいへのたびだち）は、1975年2月5日に発売された西城秀樹のライブ・アルバム（2枚組LP）である。

## 内容
1974年10月20日に東京郵便貯金ホールにおいて開催された、第3回コンサート「We Love Hideki '74 西城秀樹リサイタル/新しい愛への出発」の模様が収録されている。

## 収録曲
RECORD-1 SIDE A
1. オープニング
2. 泣かないで-IF YOU GO AWAY-
作詞・作曲：J. Brel　訳詞：たかたかし　編曲：馬飼野康二
3. 歌のある限り-KEEP ON SINGING-
作詞・作曲：D. Janssen, B. Hart　訳詞：一の宮はじめ　編曲：河野通雄
4. 愛と友情
作詞：たかたかし　作曲：浜圭介　編曲：青木望
アルバム『傷だらけのローラ』収録曲
5. 夢の中へ
作詞・作曲：井上陽水　編曲：田辺信一

RECORD-1 SIDE B
1. 季節のうつり変り
作詞：たかたかし　作曲：鈴木邦彦　編曲：馬飼野康二
アルバム『傷だらけのローラ』収録曲
2. 悲しみのアンジー-ANGIE-
作詞・作曲：M. Jagger, K. Richard　編曲：馬飼野康二
3. SING
作詞・作曲：J. Raposo　訳詞：星加ルミ子　編曲：馬飼野康二
4. TRY A LITTLE TENDERNESS
作詞・作曲：Woods, Campbell, Connely　訳詞：一の宮はじめ　編曲：河野通雄
5. 愛は限りなく-DIO COME TI AMO-
作詞・作曲：D. Modugno　訳詞：音羽たかし　編曲：馬飼野康二

RECORD-2 SIDE A
1. 運命のテーマ
2. ROLL OVER BEETHOVEN
作詞・作曲：C. Berry　編曲：河野通雄
3. FUNKY STUFF
作詞・作曲：Kool & The Gang　編曲：馬飼野康二
4. 恋の逃亡者-SATISFACTION GUARANTEED-
作詞・作曲：K. Gamble, L.Huff　編曲：渡辺茂樹
5. JUST LIKE A WOMAN
作詞・作曲：B. Dylan　編曲：渡辺茂樹 とLPに記載があるが、実際はGeordieの楽曲である。
6. JUMPIN' JACK FLASH
作詞・作曲：M. Jaggar, K. Richard　編曲：渡辺茂樹
7. ちぎれた愛
作詞：安井かずみ　作曲・編曲：馬飼野康二
8. 涙と友情
作詞：たかたかし　作曲：鈴木邦彦　編曲：あかのたちお
9. 恋する季節
作詞：麻生たかし　作曲：筒美京平　編曲：高田弘
10. チャンスは一度
作詞：たかたかし　作曲：鈴木邦彦　編曲：馬飼野康二

RECORD-2 SIDE B
1. 情熱の嵐
作詞：たかたかし　作曲：鈴木邦彦　編曲：馬飼野康二
2. 青春に賭けよう
作詞：たかたかし　作曲：鈴木邦彦　編曲：馬飼野康二
3. 激しい恋
作詞：安井かずみ　作曲・編曲：馬飼野康二
4. 愛の十字架
作詞：たかたかし　作曲：鈴木邦彦　編曲：馬飼野康二
5. 傷だらけのローラ
作詞：さいとう大三　作曲・編曲：馬飼野康二
6. この歌をこの愛を
作詞：さいとう大三　作曲・編曲：馬飼野康二

## 復刻盤
- 1999年12月16日発売のCD-DA『HIDEKI SUPER LIVE BOX』（6枚組）の中の1枚目（一部の楽曲が収録）

- 2021年12月24日発売、GOH HOTODAによるデジタルリマスタリング盤、Blu-spec CD2、紙ジャケット仕様